# Chūōkōron Shinsha
K.K. Chūōkōron Shinsha (jap. 株式会社中央公論新社, Kabushiki-gaisha Chūōkōron Shinsha) ist ein japanischer Verlag, der 1886 unter dem Namen Chūōkōron-sha gegründet wurde. Seit 1999 gehört der Verlag zur Yomiuri-Shimbun-Gruppe, weshalb die Vorsilbe shin (新, dt. „neu“) in den Verlagsnamen eingefügt wurde. In Japan sind die Abkürzung Chūkō (中公) und der Kurzname Yomikō (読公) ebenfalls gebräuchlich.

## Firmengeschichte
Der Verlag wurde 1886 von der Hansei-kai (反省会), einer Gruppe Gleichgesinnter des Tempels Nishi Hongan-ji, in Kyōto gegründet. Vom Folgejahr an erschien die Zeitschrift Hanseikai Zasshi (反省会雑誌), die später in Chūōkōron (中央公論) umbenannt wurde. 1896 verlegt der Verlag seinen Sitz nach Tōkyō. 1914 wurde die Firma in Chūōkōron-sha umbenannt und 1926 an der Börse notiert.
Durch eine neue Form der Zeitung, den Sōgō Zasshi (総合雑誌, „Generalanzeiger“), der in einer Ausgabe kritisch über unterschiedliche Themen (Politik, Wirtschaft, Gesellschaft, Kultur) berichtete, expandierte der Verlag. 1916 gesellte sich die Literaturzeitschrift Fujinkōron (婦人公論) zum Portfolio hinzu.
1990 wurde der Verlag in der Wirtschaftskrise von der Yomiuri Shimbun vor dem Bankrott gerettet und 1999 vollständig übernommen. 2002 wurde die Yomiuri Shimbun im Zuge von Restrukturierungsmaßnahmen in eine Holding, die Yomiuri Shimbun Gurūpu Honsha (読売新聞グループ本社), umgewandelt, in der sie heute noch besteht.
Der ursprüngliche Verlag Chūōkōron-sha wurde 1999 in K.K. Heisei Shuppan (株式会社平成出版) umbenannt und 2002 liquidiert.

## Firmenprofil
Der Verlag gibt eine Vielzahl von Büchern, Magazinen, Manga und Zeitschriften, wie die beiden Literaturzeitschriften Chūōkōron und Fujinkōron heraus.
Zudem vergibt der Verlag einige renommierte Literatur- und Wissenschaftspreise, wie den Tanizaki-Jun’ichirō-Preis, den Yomiuri-Yoshino-Sakuzō-Preis, den Yoshino-Sakuzō-Preis, den Frauenliteraturpreis, den Frauen-Nachwuchspreis, den Chūōkōron-Literaturpreis und den Chūōkōron-Nachwuchspreis.

## Imprints
- 1962 Chūkō Shisho (中公新書) – Wissenschaftliche Publikationen
- 1967 Chūkō Sōsho (中公叢書) – Taschenbücher im Duodezformat (Paperback)
- 1973 Chūkō Bunko (中公文庫) – Wissenschaftliche Publikationen zu Spezialthemen (Orientalistik etc.)
- 1982 C★NOVELS – Fiktion, Frauen- und Unterhaltungsliteratur
- 2001 Chūkō Shinsho rakure (中公新書ラクレ)
- 2001 Chūkō Bunko BIBLIO (中公文庫BIBLIO) – Bibliografie (noch keine Veröffentlichung)
- 2001 Chūkō Classics (中公クラシックス) – Neuauflage von Klassikern und Meisterwerken der Literatur im Taschenbuchformat